# Gašper Ilc
Dr. Gašper Ilc, slovenski jezikoslovec, * 29. januar 1975, Celje, Slovenija.
Trenutno je izredni profesor za anglistiko na Oddelku za anglistiko in amerikanistiko Filozofske fakultete Univerze v Ljubljani.

## Življenjepis
Diplomiral je leta 1999 na Filozofski fakulteti iz angleškega jezika in književnosti ter iz zgodovine. Leta 1999 je prejel fakultetno Prešernovo nagrado za študente za leto 1998 za diplomsko nalogo iz angleškega jezika. V letih 1998 in 1999 je poučeval predmet angleški jezik na Srednji agroživilski šoli v Ljubljani. V študijskem letu 1999/2000 je nastopil z delom na Filozofski fakulteti v Ljubljani kot asistent - stažist. Septembra 2004 je doktoriral s področja jezikoslovja (Skladenjski vidiki zanikanja: medjezikovna primerjava).
Na študijskem programu Anglistika - 1. stopnja vodi predavanja, seminarje in vaje iz predmetov: Angleški glagol 1, Angleški glagol 2, Angleški jezik 2, Slovnični seminar, Uvod v tehnike raziskovalnega dela.